# Werner Erhard
Werner (Hans) Erhard, född John Paul Rosenberg, 5 september 1935, är en författare av transformerande modeller och tillämpningar för individer, grupper och organisationer. För närvarande skriver han om integritet, prestanda och ledarskap. Erhard har föreläst på ett antal högskolor och universitet, bland andra Harvard University, Yale University, University of Southern California, University of Rochester och Rotterdam School of Management.
Erhard var först känd för sin "EST Training" (1971-1983) och "The Forum" (1984-1991), som erbjöds till allmänheten genom en organisationsstruktur som inkluderade Erhard Seminars Training (1971-1975), (est), ett utbildningsföretag (1975-1981), och Werner Erhard & Associates (WEA, 1981-1991). Erhard grundade tillsammans med John Denver, Robert W. Fuller och några andra Hungerprojektet 1977.
År 1991 avgick Erhard från näringslivet och flyttade utomlands. Han sålde hela sin dåvarande utbildningsverksamhet till de anställda - som då bildade företaget Landmark Education.